# Johan Padan a la descoverta de le Americhe (opera teatrale)
Johan Padan a la descoverta de le Americhe è un monologo teatrale di Dario Fo in due atti.
Come in Mistero buffo, l'autore utilizza un grammelot padano-veneto per raccontare la storia dell'opera.

## Trama
La commedia racconta la storia di Johan Padan, un fuggitivo dall'Inquisizione che accompagna Cristoforo Colombo nel suo quarto viaggio nel Nuovo Mondo.

## Adattamenti
Nel 2002 è stata realizzata una trasposizione cinematografica nel film d'animazione Johan Padan a la descoverta de le Americhe per la regia di Giulio Cingoli.

## Premi e riconoscimenti
- 1991/92 - Premio Ubu come miglior attore per Dario Fo